# El Oro
El Oro is een provincie in het zuidwesten van Ecuador. De hoofdstad van de provincie is Machala. De provincie dankt haar naam aan de goudproductie. Oro is Spaans voor goud. 
De provincie heeft een oppervlakte van 5.817 km². Naar schatting zijn er 698.545 inwoners in 2018.

## Kantons
De provincie is bestuurlijk onderverdeeld in veertien kantons. Achter elk kanton wordt de hoofdplaats genoemd.
| Nr. | Kanton     | Inwoners | Oppervlakte | Hoofdplaats | Inwoners |
| --- | ---------- | -------- | ----------- | ----------- | -------- |
| 1   | Arenillas  | 32.366   | 803 km²     | Arenillas   | 21.524   |
| 2   | Atahualpa  | 6.112    | 278 km²     | Paccha      | 1.769    |
| 3   | Balsas     | 7.875    | 69 km²      | Balsas      | 4.500    |
| 4   | Chilla     | 2.251    | 328 km²     | Chilla      | 910      |
| 5   | El Guabo   | 59.536   | 603 km²     | El Guabo    | 26.635   |
| 6   | Huaquillas | 56.303   | 72 km²      | Huaquillas  | 56.021   |
| 7   | Las Lajas  | 5.738    | 297 km²     | La Victoria | 1.581    |
| 8   | Machala    | 306.309  | 338 km²     | Machala     | 288.072  |
| 9   | Marcabelí  | 6.870    | 147 km²     | Marcabelí   | 4.973    |
| 10  | Pasaje     | 83.597   | 452 km²     | Pasaje      | 60.147   |
| 11  | Piñas      | 29.406   | 615 km²     | Piñas       | 18.482   |
| 12  | Portovelo  | 13.556   | 282 km²     | Portovelo   | 9.764    |
| 13  | Santa Rosa | 80.299   | 889 km²     | Santa Rosa  | 56.842   |
| 14  | Zaruma     | 24.374   | 645 km²     | Zaruma      | 10.005   |

| Detailkaart |
| ----------- |
|             |
| Kantons     |